# Шапиро, Тевель Меерович
Тевель Меерович (Маркович) Шапиро (1898—1983) — советский архитектор.

## Биография
Окончил Высшие художественно-технические мастерские (ВХУТЕМАС) в Москве. Работал в «Окнах сатиры РОСТА», занимался скульптурой и живописью у С. Т. Конёнкова и К. С. Малевича. В предвоенные годы — автор оригинальных конкурсных проектов деревообрабатывающих заводов на северо-западе страны. В годы войны — инженер-фортификатор. Автор многих типовых проектов, различных зданий в Великих Луках, Кургане, Сталинграде, ряда памятников в разных городах. С 1949 по 1968 г. работал в Ленпроекте, по его проектам построены гаражи на Благодатной улице.

## Избранные проекты и постройки вЛенинграде
- Участвовал в работе над памятником III Интернационалу в Петрограде (автор В. Е. Татлин, 1919—1921)
- Студенческий городок и театр в Петрозаводске
- Дом-коммуна в Архангельске
- Медицинские здания в Ленинграде (роддом на Большом проспекте Васильевского острова, роддом в Московском парке Победы, больницы и поликлиники)
- Бани (в Озерках, Пушкине; реконструкция старых бань)[1]
- Главное здание Всероссийского НИИ Гидротехники им. Б.Е.Веденеева (1934) и Гидрокорпус Политехнического института (1932-1935) в стиле конструктивизма в Ленинграде (лабораторный и учебный корпуса существовавшего в 1930-1934 гг. Ленинградского Гидроучебного комбината "Энергоцентра" ).